# كيث سيمونز
كيث سيمونز (بالإنجليزية: Keith Simmons)‏ مواليد 24 فبراير 1985 في كينغستون، هو لاعب كرة سلة أمريكي. بدأ مسيرته الاحترافية في سنة 2007. يبلغ طوله 6 قدم 5 بوصة (2.0 م). لعب مع سكايلاينرز فرانكفورت وبانفيت لكرة السلة.

## روابط خارجية
- كيث سيمونز على موقع كرة السلة الأوروبية.كوم (الإنجليزية)
- كيث سيمونز على موقع كلية كرة السلة في سبورتس رفرنس.كوم (الإنجليزية)
- كيث سيمونز على موقع ريلجم (الإنجليزية)
- كيث سيمونز على موقع بروبوليرز (الإنجليزية)
- كيث سيمونز على موقع سبورتس رفرنس (الإنجليزية)